# Communauté de communes d'Amfreville-la-Campagne
La Communauté de communes d'Amfreville-la-Campagne est une ancienne communauté de communes française, située dans le département de l'Eure et dans la région Normandie.

## Historique
Le 1er janvier 2017, l'intercommunalité disparaît par suite de sa fusion avec la Communauté de communes du Roumois Nord et la Communauté de communes du canton de Bourgtheroulde-Infreville.
La communauté de communes avait été créée par un arrêté préfectoral du 28 décembre 1995.
Supplantée le 1er janvier 2017 par la Communauté de communes Roumois Seine.

## Composition
Elle regroupe les communes suivantes : 
| Nom                            | Code Insee | Gentilé          | Superficie (km2) | Population (dernière pop. légale) | Densité (hab./km2) |
| ------------------------------ | ---------- | ---------------- | ---------------- | --------------------------------- | ------------------ |
| Amfreville-la-Campagne (siège) | 27011      | Amfrevillais     | 6,64             | 928 (2013)                        | 140                |
| Le Bec-Thomas                  | 27053      | Thomasiens       | 1,40             | 219 (2015)                        | 156                |
| Fouqueville                    | 27261      | Fouquevillais    | 8,18             | 456 (2014)                        | 56                 |
| Le Gros-Theil                  | 27302      | Gros-Theillais   | 10,87            | 1 011 (2013)                      | 93                 |
| La Harengère                   | 27313      | Harengérois      | 3,59             | 563 (2014)                        | 157                |
| La Haye-du-Theil               | 27320      | Hayais-Theillais | 7,02             | 298 (2014)                        | 42                 |
| Houlbec-près-le-Gros-Theil     | 27344      | Houlbécois       | 2,56             | 106 (2014)                        | 41                 |
| Mandeville                     | 27382      | Mandevillais     | 3,05             | 331 (2014)                        | 109                |
| La Pyle                        | 27482      | Pylois           | 1,69             | 155 (2014)                        | 92                 |
| Saint-Amand-des-Hautes-Terres  | 27506      | Saint-Amandais   | 2,98             | 281 (2013)                        | 94                 |
| Saint-Cyr-la-Campagne          | 27529      | Saint-cyriens    | 2,91             | 431 (2015)                        | 148                |
| Saint-Didier-des-Bois          | 27534      | Saint-Désiriens  | 5,58             | 892 (2015)                        | 160                |
| Saint-Germain-de-Pasquier      | 27545      |                  | 1,99             | 137 (2015)                        | 69                 |
| Saint-Meslin-du-Bosc           | 27572      | Saint-Meslinois  | 1,57             | 278 (2014)                        | 177                |
| Saint-Nicolas-du-Bosc          | 27574      |                  | 9,24             | 278 (2013)                        | 30                 |
| Saint-Ouen-de-Pontcheuil       | 27579      |                  | 1,17             | 98 (2014)                         | 84                 |
| Saint-Pierre-des-Fleurs        | 27593      | Saint-Pierrais   | 2,79             | 1 520 (2014)                      | 545                |
| Saint-Pierre-du-Bosguérard     | 27595      | Saint-Pierrais   | 10,10            | 1 074 (2014)                      | 106                |
| La Saussaye                    | 27616      | Saulcéens        | 3,53             | 1 850 (2014)                      | 524                |
| Le Thuit-Anger                 | 27636      | Thuit-Angevins   | 3,03             | 644 (2013)                        | 213                |
| Le Thuit-Signol                | 27638      | Thuit-Signolais  | 9,81             | 2 273 (2013)                      | 232                |
| Le Thuit-Simer                 | 27639      | Thuit-Simériens  | 2,74             | 458 (2013)                        | 167                |
| Tourville-la-Campagne          | 27654      | Tourvillais      | 8,27             | 1 020 (2014)                      | 123                |
| Vraiville                      | 27700      | Vraivillais      | 6,82             | 652 (2015)                        | 96                 |

## Démographie
| 1999   | 2013   |
| ------ | ------ |
| 13 530 | 15 796 |

## Administration

### Siège
Le siège de la communauté d'agglomération était situé à Amfreville-la-Campagne.

### Liste des présidents
| Période    | Période       | Identité       | Étiquette | Qualité |
| ---------- | ------------- | -------------- | --------- | --- |
| 1995       | 2008          | Pierre Cauchye |           | Maire de Saint-Pierre-du-Bosguérard (1985 → 2008) |
| 2008       | avril 2014    | Daniel Leho    |           | Fonctionnaire des Douanes Maire du Thuit-Signol (1989 → 2014) Président du SITEUR[Quand ?] Conseiller général d'Amfreville-la-Campagne (2004 → 2015) Vice-président du conseil général de l’Eure[Quand ?] Député suppléant de François Loncle[Quand ?] Président du SERPN (2019 → ?) |
| avril 2014 | décembre 2016 | Fernand Lenoir | SE        | Gestionnaire retraité de chez Renault Maire de La Harengère (1983 → ) Président de l’Amicale des maires du canton d’Amfreville-la-Campagne[Quand ?] |